# Ichneumon paraltaicola
Ichneumon paraltaicola (лат.) — вид наездников-ихневмонид рода Ichneumon из подсемейства Ichneumoninae (Ichneumonidae).

## Распространение
Россия, Тува. 10 км северо-восточнее села Эрзин.

## Описание
Наездники среднего размера чёрного цвета, длина 13 мм. Жгутик усика почти нитевидный, с 43 члениками; 1-й флагелломер в 1,8 раза длиннее своей ширины, 7-й флагелломер квадратный, самые широкие членики в 1,25 раза шире длины. Скапус, педицель и 1-8-й членики жгутика красноватые, 9-14 флагелломеры желтоватые, следующие коричневые. Мандибулы, кроме зубцов, бока наличника, внутренняя орбита (расширена напротив бокового глазка), центральное пятно на лице, щека, воротничок и тегула красноватые. Скутеллюм красновато-желтый. 2-й тергит сплошь желтовато-красный; 3-й тергит желтовато-красный, с чёрной перевязью на передней 1/3. 6-й и 7-й тергиты с широкими жёлтыми пятнами посередине. Тазики и вертлуги чёрные; передние и средние ноги красноватые, бёдра в основании черноватые; задние бёдра чёрные; задние голени красные, в вершинных 0,35 чёрные; задние лапки чёрные. Крылья с коричневатым налетом; птеростигма красноватая. Предположительно, как и близкие виды паразитоиды, которые развиваются в гусеницах бабочек. От Ichneumon altaicola отличается следующими признаками: жгутик более толстый, скапус, педицель и базальные членики жгутика красные, задние бёдра толще и задние лапки полностью чёрные.
Вид был впервые описан в 2021 году немецким энтомологом Маттиасом Риделем (Германия) по материалам из Тувы, собранным в 1994 году.